# Body Heat (película)
Body Heat (titulada Cuerpos ardientes en Hispanoamérica y Fuego en el cuerpo en España) es una película de 1981 interpretada por William Hurt y Kathleen Turner. La producción, dirigida por Lawrence Kasdan, está considerada un film noir moderno.

## Sinopsis
En una calurosa localidad de la costa de Florida, el mediocre abogado Ned Racine (William Hurt) comienza un romance con Matty Walker (Kathleen Turner), la esposa de un hombre de negocios mayor. Walker convence a Racine para quitar al marido de enmedio, y ambos confabulan un asesinato. Sin embargo, la suerte de Racine será muy distinta a los planes previstos.

## Argumento
En el calor de un verano implacable, Ned Racine, un abogado inepto del sur de Florida, conoce a Matty Walker y comienza una relación con ella. El rico marido de Matty, Edmund, siempre está fuera por negocios durante la semana. Una noche, Ned llega a la mansión Walker y, al ver a una mujer por espalda que se parece a Matty, la confunde con ella, y le hace una propuesta juguetona. La mujer es en realidad Mary Simpson, una antigua amiga de la secundaria de Matty que está brevemente en la ciudad. Poco después, Matty le dice a Ned que quiere el divorcio, pero que un acuerdo prenupcial no le dejaría casi nada. Cuando ella desea que Edmund esté muerto, después de vacilar, Ned sugiere asesinarlo para que Matty pueda heredar su riqueza. Ned consulta a un antiguo cliente sospechoso, Teddy Lewis, un experto en explosivos, que le proporciona a Ned un pequeño dispositivo incendiario, aunque le aconseja que abandone sus planes peligrosos.
Después de asesinar a Edmund, Ned y Matty trasladan su cuerpo a un edificio abandonado que es propiedad de Edmund. Ned detona la bomba para que parezca que Edmund murió accidentalmente durante un intento fallido de incendio provocado. Poco después, el abogado de Edmund se pone en contacto con Ned para hablar sobre un nuevo testamento que Ned supuestamente redactó para Edmund y que fue presenciado por Mary Ann Simpson. El nuevo testamento, compartiendo la herencia entre Matty y la sobrina de Edmond, como lo hacía el testamento anterior, fue preparado incorrectamente, por lo que es nulo y sin valor.  Como Edmund ha muerto sin testamento legal, da como resultado que Matty, como la esposa legal de Edmund, herede toda la fortuna de Edmund, mientras que deshereda a su sobrina. A pesar de la advertencia previa de Ned de no hacer ningún cambio en el patrimonio, Matty había falsificado el nuevo testamento, explotando los problemas de mala praxis anteriores de Ned, sabiendo que sería anulado y dejándola como única beneficiaria. Ned sabe que la policía considerará sospechoso el nuevo testamento.
Dos amigos de Ned, el fiscal adjunto Peter Lowenstein y el detective de policía Oscar Grace, sospechan que Ned puede estar involucrado en la muerte de Edmund. Las pruebas incluyen la pérdida de las gafas de Edmund, que siempre usaba. La noche del asesinato, los registros telefónicos del hotel muestran que las repetidas llamadas a la habitación de Ned no recibieron respuesta, lo que debilita su coartada. Además, la policía no puede localizar a Mary Ann Simpson. Cada vez más nervioso por la creciente evidencia y cuestionando la lealtad de Matty, Ned se encuentra con un conocido abogado que dice haberle recomendado a Ned a Matty Walker. Admite haberle hablado de las limitadas habilidades legales de Ned. Más tarde, Teddy le cuenta a Ned sobre una mujer, que dijo que Ned lo recomendó por su pericia, que quería  un dispositivo incendiario y dice que le mostró cómo poner una trampa explosiva en una puerta. Teddy también dice que la policía le ha estado haciendo preguntas sobre el aparente incendio provocado.
Matty llama a Ned y le dice que las gafas de Edmund están en su cobertizo para botes. Sospechando, Ned llega y ve un cable conectado a la puerta del cobertizo. Matty llega y, tras un enfrentamiento, Ned le pide que recupere las gafas. Mientras tanto, Oscar Grace llega y observa su interacción. Para demostrar su valía, Matty camina hacia el cobertizo y desaparece de la vista; el cobertizo explota. Un cuerpo encontrado dentro es identificado como Matty Walker (née Tyler). 
Ahora en prisión, Ned, al darse cuenta de que Matty lo engañó, intenta convencer a Oscar Grace de que todavía está viva. Él cree que "Matty" asumió la identidad de la verdadera Matty Tyler para casarse y asesinar a Edmund. Ned supone que la "Mary Ann Simpson" que el conoció anteriormente estaba chantajeando a Matty por el uso de su identidad, solo para ser asesinada y su cuerpo utilizado para identificarla como la esposa de Edmund. Si Ned hubiera muerto en la explosión como probablemente pretendía Matty, él razona que la policía habría encontrado los cuerpos de ambos sospechosos.
Ned, en prisión, obtiene una copia del anuario del instituto de Matty: en él hay fotos de Mary Ann Simpson y Matty Tyler, lo que confirma su sospecha de que Mary Ann asumió la identidad de Matty Walker. Debajo de la foto de Mary Ann aparece el apodo de "La vampiresa" y "Ambición: ser rica y vivir en una tierra exótica". Luego se ve a la verdadera Mary Ann descansando en una playa tropical, viviendo una nueva vida con el dinero de su marido sin ningún castigo.

## Críticas
- Allmovie: «Lawrence Kasdan, en su debut como director, mantiene el suspenso y el erotismo a raudales, con giros en el argumento por doquier».[2]
- Time:  «Cuerpos ardientes posee más fuerza narrativa, cohesión de personajes y entendimiento de la situación que cualquier otro guion original desde Chinatown».[3]
- Variety: «Cuerpos ardientes es un fascinante y elegante melodrama donde el sexo y el crimen andan de la mano con rumbo al infortunio, justo como en las películas de antaño».[4]